# 동대초등학교
동대초등학교는 대한민국 울산광역시 북구에 있는 초등학교다.

## 학교 연혁
- 2010.03.01 동대초등학교 개교(18학급 편성 : 406명)
- 2010.03.01 초대 허태권 교장선생님 취임
- 2010.03.01 금연 선도학교 운영(1년)
- 2011.03.01 사교육절감형 창의경영학교 운영(3년)
- 2012.03.01 교육과학기술부 자율학교 운영(3년)
- 2013.03.01 2대 김진욱 교장선생님 취임
- 2013.03.01 방과후학교 운영 우수교 선정
- 2015.03.01 현 24학급 편성(607명)
- 2017.03.01 3대 우덕상 교장선생님 취임
- 2020.03.01 4대 이삼순 교장선생님 취임